# Nederland op het Eurovisiesongfestival 1980
Nederland nam deel aan het Eurovisiesongfestival 1980 en was tevens het gastland van deze editie. Het was de 25ste deelname van Nederland aan het Eurovisiesongfestival. De NOS was verantwoordelijk voor de Nederlandse bijdrage.

## Selectieprocedure
Anders dan in voorgaande jaren werd dit jaar besloten geen Nationaal Songfestival te organiseren, maar de Nederlandse inzending voor het Eurovisiesongfestival intern te kiezen. Eind 1979 werd de keuze gemaakt voor Maggie MacNeal, die Nederland in 1974 al eens vertegenwoordigd had als deel van het duo Mouth & MacNeal. In een tv-uitzending van Telebingo, waar Maggie te gast was, maakte presentatrice Mies Bouwman het nieuws bekend.
Ook het lied werd via een interne selectie gekozen. De keuze viel op het nummer Amsterdam. Toen bekend werd dat dit lied mede door Maggie zelf geschreven was, werd er al gauw gesproken van doorgestoken kaart. In een interview met Dagblad Tubantia, enkele dagen voor het Eurovisiesongfestival, zei Maggie: "Ik heb niets met de jurering te maken gehad. Ik hoorde achteraf dat bij de laatste vijf nummers de twee nummers zaten die wij hadden gemaakt: "Cupido" en "Amsterdam". Dat laatste is het dan uiteindelijk geworden, daar kan ik ook niets aan doen. Toen ik hoorde dat dat gebeurd was dacht ik al: daar komt gelazer van. Ik voelde me haast bezwaard dat ik überhaupt zelf nummers had gemaakt voor dit songfestival. Maar dat was ons goed recht".

## In Den Haag
Het Eurovisiesongfestival van 1980 werd gehouden in het Congresgebouw in Den Haag. Nederland accepteerde de organisatie van het evenement nadat Israël, het winnende land van 1979, zich teruggetrokken had. Ook Spanje, dat in 1979 op de tweede plaats was geëindigd, en andere landen (zoals het Verenigd Koninkrijk) weigerden het songfestival te ontvangen. Het Haagse Congresgebouw was eerder al de locatie geweest van het Eurovisiesongfestival 1976.
Maggie MacNeal trad tijdens het songfestival als vijftiende aan, voorafgegaan door Portugal en gevolgd door Frankrijk. Op het einde van de puntentelling bleek dat ze op de vijfde plaats was geëindigd met een totaal van 93 punten. Van vier landen ontving Nederland het maximum van 12 punten. België had 3 punten over voor het Nederlandse lied.

### Gekregen punten
| 12 punten                                      | 10 punten  | 8 punten                        | 7 punten              | 6 punten      |
| ---------------------------------------------- | ---------- | ------------------------------- | --------------------- | ------------- |
| - Frankrijk - Luxemburg - Oostenrijk - Turkije | - Finland  | - Duitsland                     |                       | - Griekenland |
| 5 punten                                       | 4 punten   | 3 punten                        | 2 punten              | 1 punt        |
| - Spanje                                       | - Portugal | - België - Zweden - Zwitserland | - Verenigd Koninkrijk | - Ierland     |

### Punten gegeven door Nederland
Punten gegeven in de finale:
| 12 punten | Duitsland           |
| 10 punten | Zwitserland         |
| 8 punten  | Griekenland         |
| 7 punten  | Verenigd Koninkrijk |
| 6 punten  | Ierland             |
| 5 punten  | Portugal            |
| 4 punten  | Frankrijk           |
| 3 punten  | Oostenrijk          |
| 2 punten  | Noorwegen           |
| 1 punt    | Italië              |

1956 · 1957 · 1958 · 1959 · 1960 · 1961 · 1962 · 1963 · 1964 · 1965 · 1966 · 1967 · 1968 · 1969 · 1970 · 1971 · 1972 · 1973 · 1974 · 1975 · 1976 · 1977 · 1978 · 1979 · 1980 · 1981 · 1982 · 1983 · 1984 · 1985 · 1986 · 1987 · 1988 · 1989 · 1990 · 1991 · 1992 · 1993 · 1994 · 1995 · 1996 · 1997 · 1998 · 1999 · 2000 · 2001 · 2002 · 2003 · 2004 · 2005 · 2006 · 2007 · 2008 · 2009 · 2010 · 2011 · 2012 · 2013 · 2014 · 2015 · 2016 · 2017 · 2018 · 2019 · 2020 · 2021 · 2022 · 2023 · 2024 · 2025